# Sternsinger

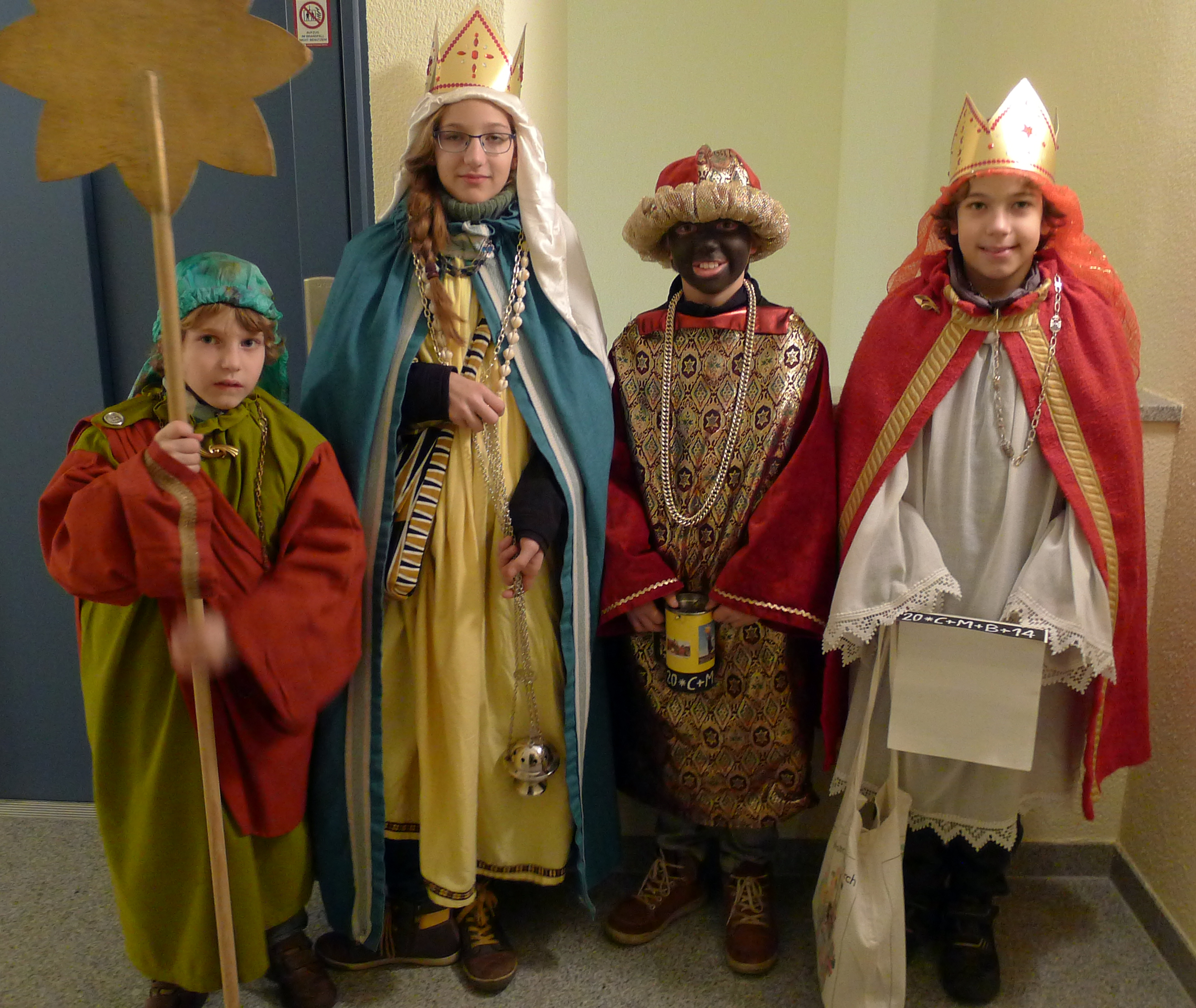
Sternsingergruppe in Baden-Württemberg (2014)

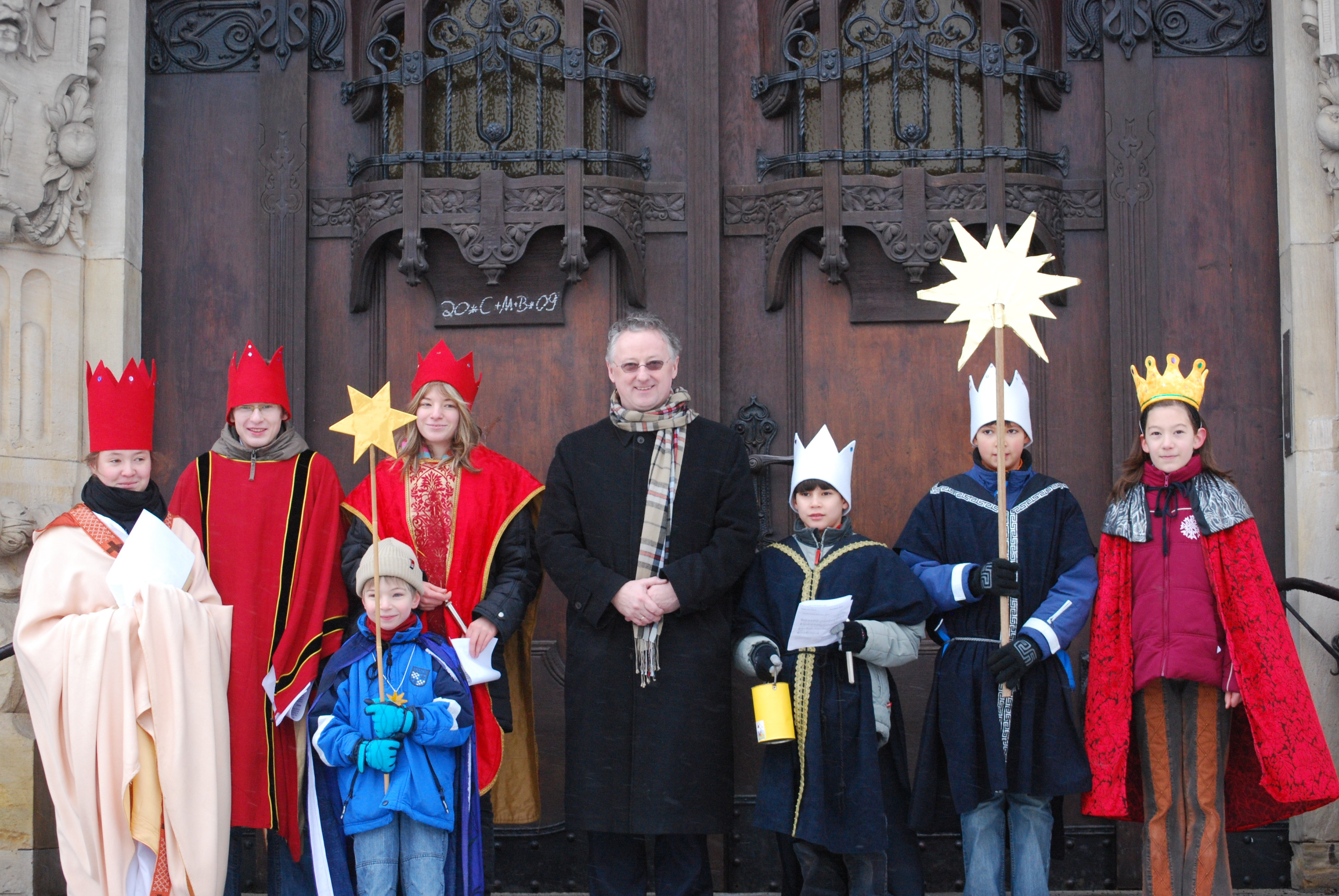
Sternsinger in Dessau (2009)

Als Sternsinger bezeichnet man eine Gruppe von Menschen – meist Kinder –, von denen dem Brauchtum gemäß drei als die heiligen drei Könige verkleidet sind. Sternsingergruppen ziehen in der Zeit von Weihnachten bis zum Fest der Erscheinung des Herrn am 6. Januar durch die Gemeinde, bringen an den Türen von Häusern und Wohnungen den Sternsingersegen an, inzensieren mit Weihrauch, singen Sternsingerlieder, sagen Sternsingersprüche bzw. -gedichte auf und sammeln auch Geld für wohltätige Zwecke, meist für die weltweite Unterstützung von Kindern in Not. Der Heischebrauch des Sternsingens ist ab dem 16. Jahrhundert nachweisbar und wird auch als Dreikönigssingen (regional auch Dreikönigsingen) bezeichnet.

## Geschichte

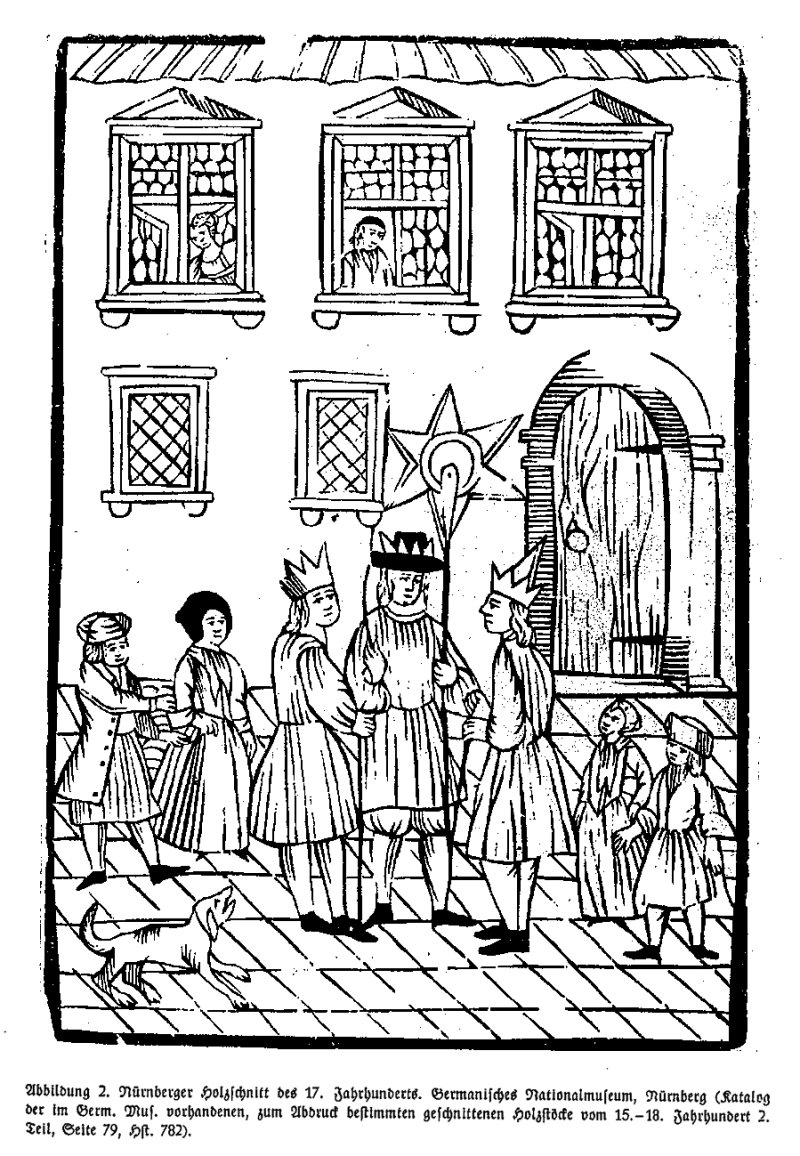
Nürnberger Holzschnitt aus dem 17. Jahrhundert

Das Sternsingen geht auf die Erwähnung der Weisen oder Sterndeuter in Mt 2,1  zurück. Im sechsten Jahrhundert wurden auf Grund ihrer drei Gaben Gold, Weihrauch und Myrrhe (Mt 2,11 ) drei Personen vermutet. Aus den Sterndeutern wurden im achten Jahrhundert unter Bezug auf Jes 60,3  und Ps 72,10  Könige mit den Namen Caspar, Melchior und Balthasar. Diese Könige wurden teilweise als Heilige bezeichnet und verehrt. Ihre Reliquien befinden sich seit 1164 im Dreikönigenschrein im Kölner Dom. Einer der Könige wird traditionell als Mohr dargestellt und wurde seit dem Mittelalter als Vertreter Afrikas gedeutet, während die beiden anderen für Europa und Asien standen, die in jener Zeit bekannten drei Erdteile, die somit alle zum neugeborenen Kind Jesus fanden. Für Beda Venerabilis (8. Jh.) symbolisierten die drei Könige die drei Lebensalter (Jüngling, Mann, Greis) und die drei damals bekannten Kontinente (Asien, Europa und Afrika).
Die Ursprünge des Sternsingens liegen vermutlich in den Dreikönigsspielen. Das Sternsingen entwickelte sich unterschiedlich im Norden und Süden Europas.
Im Norden verloren mit dem Beginn des Protestantismus die Klosterschulen ihr Einkommen, da die Regierungen klösterliches Land und Güter an sich nahmen. Die Klosterschüler nutzten in der Not die Gelegenheit, mittels Sternsingen Spenden zu sammeln. In Norwegen ist der Brauch ab 1563 belegt. In den folgenden Jahrhunderten wurde das Sternsingen in Nordeuropa vorrangig von Klosterschülern betrieben. Im ausgehenden 19. Jahrhundert wurde es zunehmend als Form von Bettelei von den Behörden verboten und der Brauch starb vielerorts nahezu aus. In den 1920er-Jahren kam das Sternsingen an einzelnen skandinavischen Orten wieder neu auf. Es ist hier vorrangig in Städten, selten auf dem Land, zu finden.
In Mitteleuropa ist das Sternsingen ein traditioneller Brauch in der römisch-katholischen und der altkatholischen Kirche. Aufzeichnungen des Klosters St. Peter in Salzburg belegen ein erstes Sternsingen im Jahr 1541. Belege für ein Sternsingen finden sich für 1550 in Wasserburg am Inn, 1552 in Laufen und Eggenburg, 1569 für das Benediktinerstift Ettal und 1577 für Burghausen. Besonders nach 1560 verbreitete sich das Sternsingen und verband sich dabei mit dem zu dieser Zeit gebräuchlichen Ansingen beim Fest der Heiligen Drei Könige durch Schülerchöre. Gebietsweise war das Sternsingen nur bestimmten Berufsgruppen erlaubt. In Freising hatten dieses Recht die Leineweber, in Laufen die Salzach-Schiffer und im damaligen Münchner Vorort Au die Maurer. In anderen Gegenden gingen arme Kinder und Jugendliche in Eigeninitiative von Haus zu Haus und sammelten Naturalien und Geld für sich und ihre Familien. Im Raum Freising wurde es am 22. November 1784 per königlich-bayerischen Erlass verboten, da die gesammelten Spenden dort für Bier in Wirtshäusern verbraucht und das Sternsingen mit größerem Lärm verbunden war. Dennoch blieb der Brauch bestehen.
Seit Mitte des 20. Jahrhunderts gibt es in Deutschland, Österreich und Belgien zentral gesteuerte Sternsingeraktionen. Gesammelt wird meist für Entwicklungshilfeprojekte, die weltweit Kindern in Not helfen.

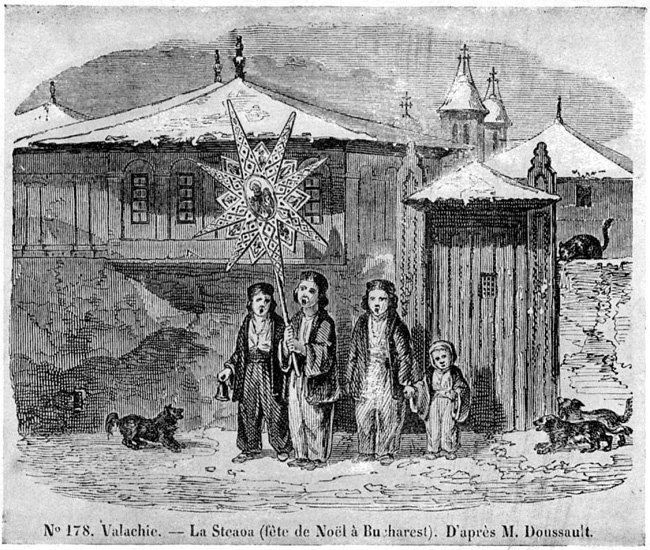
Sternsinger in Bukarest, um 1840
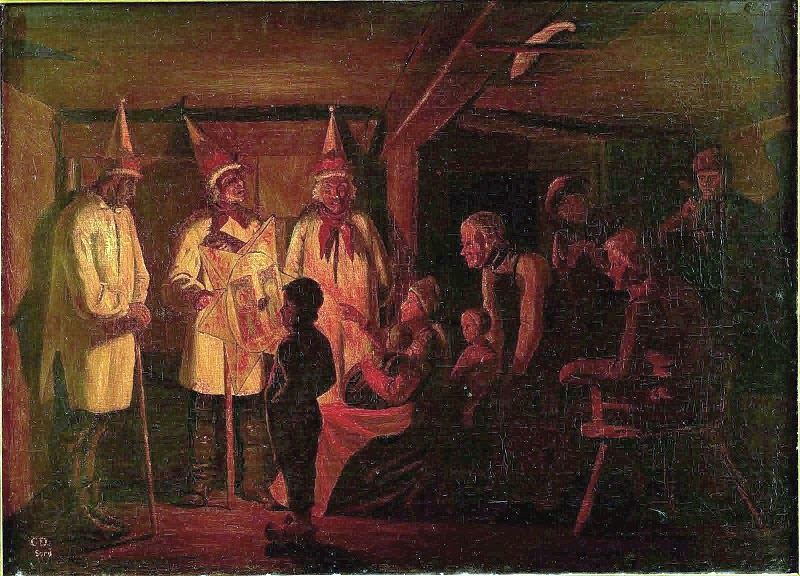
Sternsinger in Dänemark, 1862
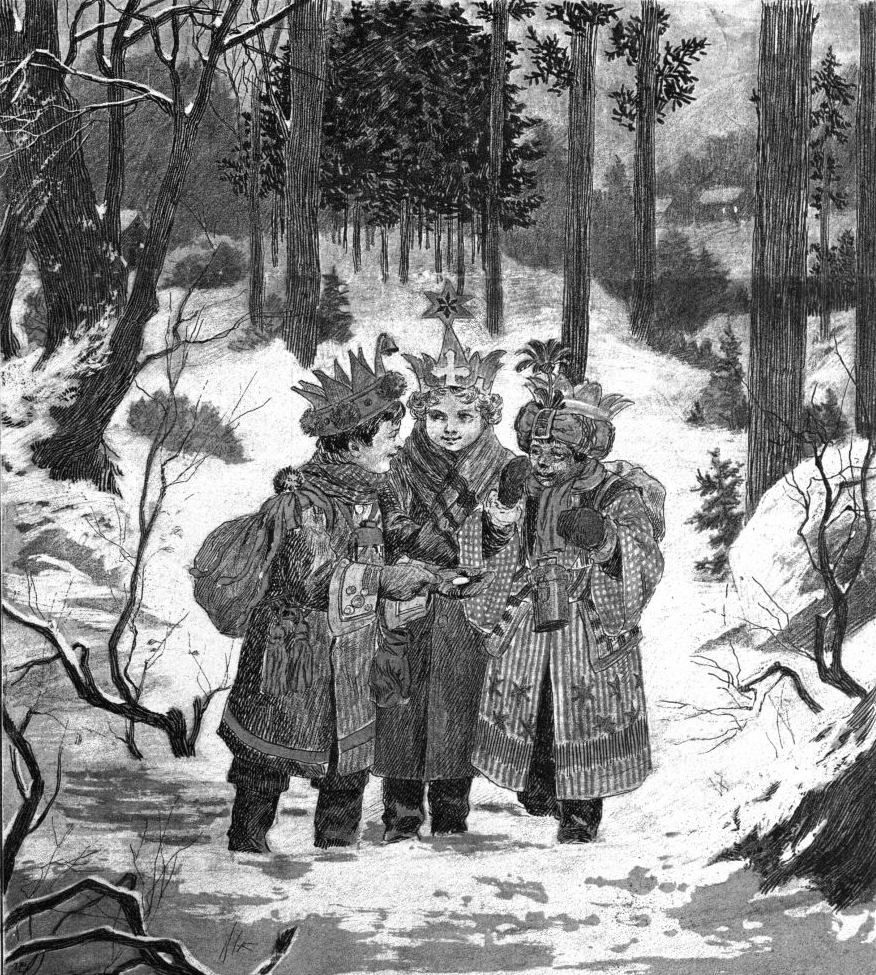
Sternsinger in Österreich, 1898
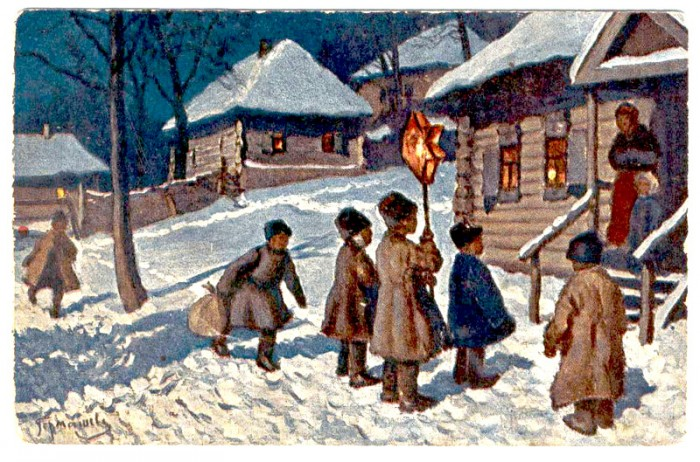
Sternsinger in Russland, 1916
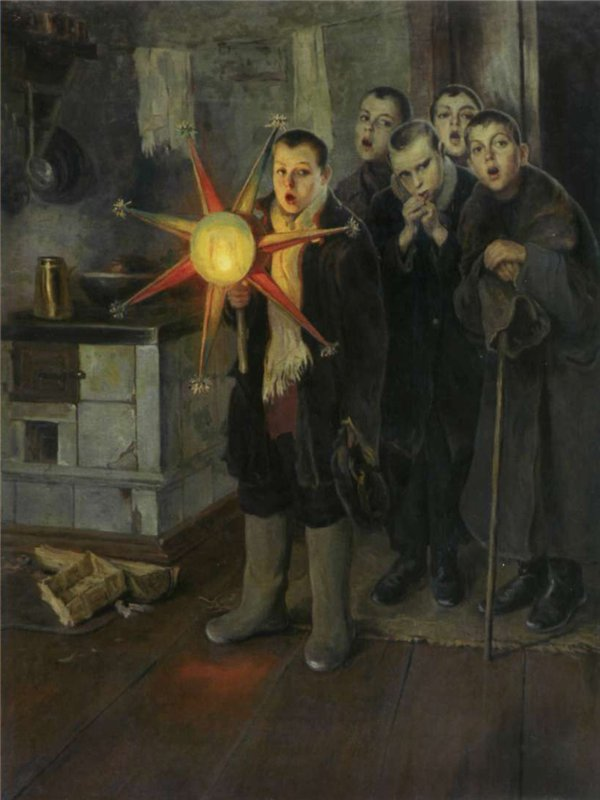
Sternsinger in Russland, 1880

## Bräuche in verschiedenen Ländern

### Mitteleuropa

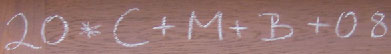
Segensbitte in der Stadt Regen, Bayern

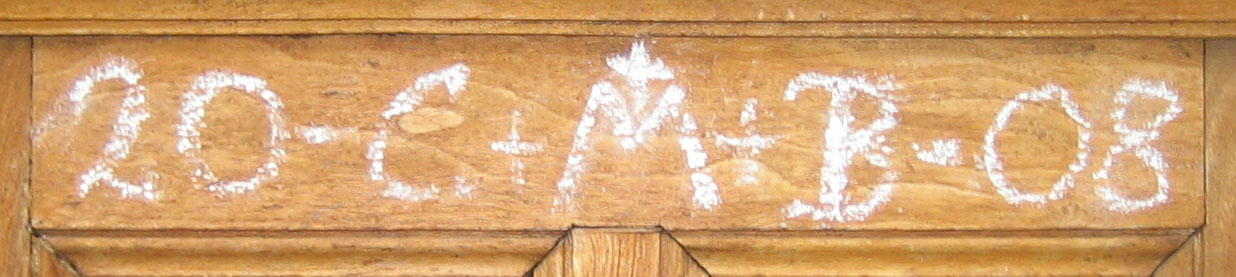
Segensbitte im Kloster Marienberg, Südtirol

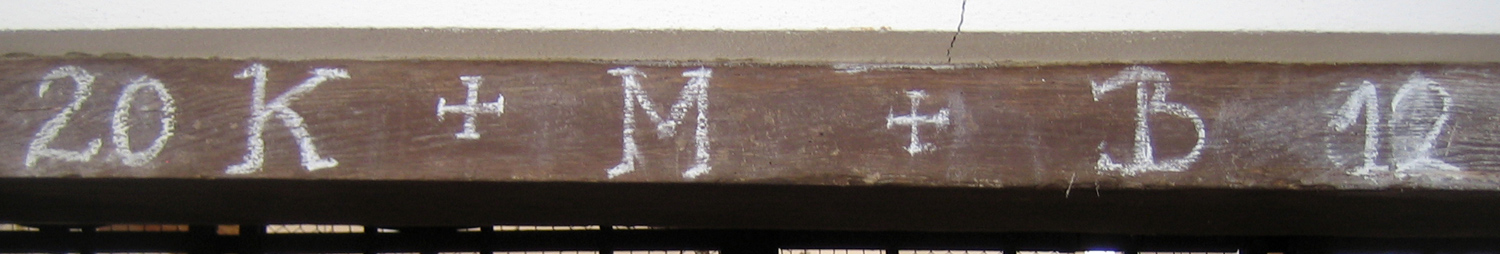
Segensbitte in Hamry na Šumavě, Tschechien

In Deutschland, Österreich, der Schweiz und den italienischen Regionen Trentino-Südtirol und Friaul findet das Sternsingen heute vorrangig von katholischen Gemeinden organisiert statt. Die Sternsinger sind oft Kinder und Jugendliche, heute meist in Begleitung eines Erwachsenen, die nach der Aussendung in der Weihnachtsoktav bis zum Dreikönigsfest am 6. Januar, gegebenenfalls auch noch am folgenden Wochenende, als Heilige Drei Könige gekleidet von Haus zu Haus ziehen.
Traditionell und der christlichen Ikonographie folgend ist einer der Sterndeuter als Mohr verkleidet. Dies wurde von verschiedenen Seiten als Blackfacing kritisiert. Kirchlicherseits wird darauf hingewiesen, dass hier ein im Ursprung ganz anderer Brauch, der auf das 14. Jahrhundert zurückgeht und eine neue Einstellung zu Afrika bedeutete, an US-amerikanischen Maßstäben gemessen wird.
Sternsinger werden von der jeweiligen Pfarrgemeinde ausgesandt. Oft findet eine Aussendungsfeier in einem Gottesdienst statt. Den Menschen, die ihnen die Tür öffnen oder einlassen, singen die Sternsinger Lieder, sprechen ein Gebet oder sagen ein Gedicht auf. Dann schreiben sie an die Haustüren oder die Türbalken mit geweihter Kreide die traditionelle Segensbitte C+M+B mit der jeweiligen Jahreszahl. Der Segen ist ein Sakramentale. Es gibt auch erwachsene Sternsinger, etwa bei Auftritten an öffentlichen Plätzen, bei Einrichtungen mit Nachtdiensten oder in Lokalen.
In Deutschland und der Schweiz wird von den veranstaltenden Organisationen für das gegenwärtige Jahr die Schreibweise „20*C+M+B+25“ empfohlen. Diese Schreibweise hat laut Kindermissionswerk folgende Bedeutung: ein Stern für den Stern von Betlehem und die drei Kreuze für den dreifaltigen Gott. In Österreich und Südtirol findet vor allem die Schreibweise „20-C+M+B-25“ mit einem weiteren Kreuz über dem Buchstaben M Anwendung. Zudem existieren regional verschiedene andere traditionelle Schreibweisen, bei denen nur zwei Kreuze („20*C+M+B*25“, „20 C+M+B 25“, „20+CMB+25“) oder vier Kreuze („20+C+M+B+25“) geschrieben werden.
Die Bedeutung der Buchstaben C, M und B wird spätestens seit den 1950er-Jahren als Abkürzung der lateinischen Worte „Christus mansionem benedicat“ (= „Christus segne dieses Haus“) gedeutet. Die Inschrift soll den Segen Gottes auf das Haus und seine Bewohner herabrufen und sie vor Unglück schützen. Frühere Quellen dieser Deutung fehlen. In älteren volkskundlichen Abhandlungen herrscht die Deutung der Buchstaben als Initialen der drei Könige Caspar, Melchior und Balthasar vor. Dies wird auch dadurch erhärtet, dass in manchen Regionen die Schreibweise „K+M+B“ üblich ist. In der anderen Theorie wird das „K“ in dieser Schreibweise als Abkürzung für das griechische Wort für „Herr“ (κύριος, „Kyrios“) interpretiert („Kyrios mansionem benedicat“).

#### Deutschland

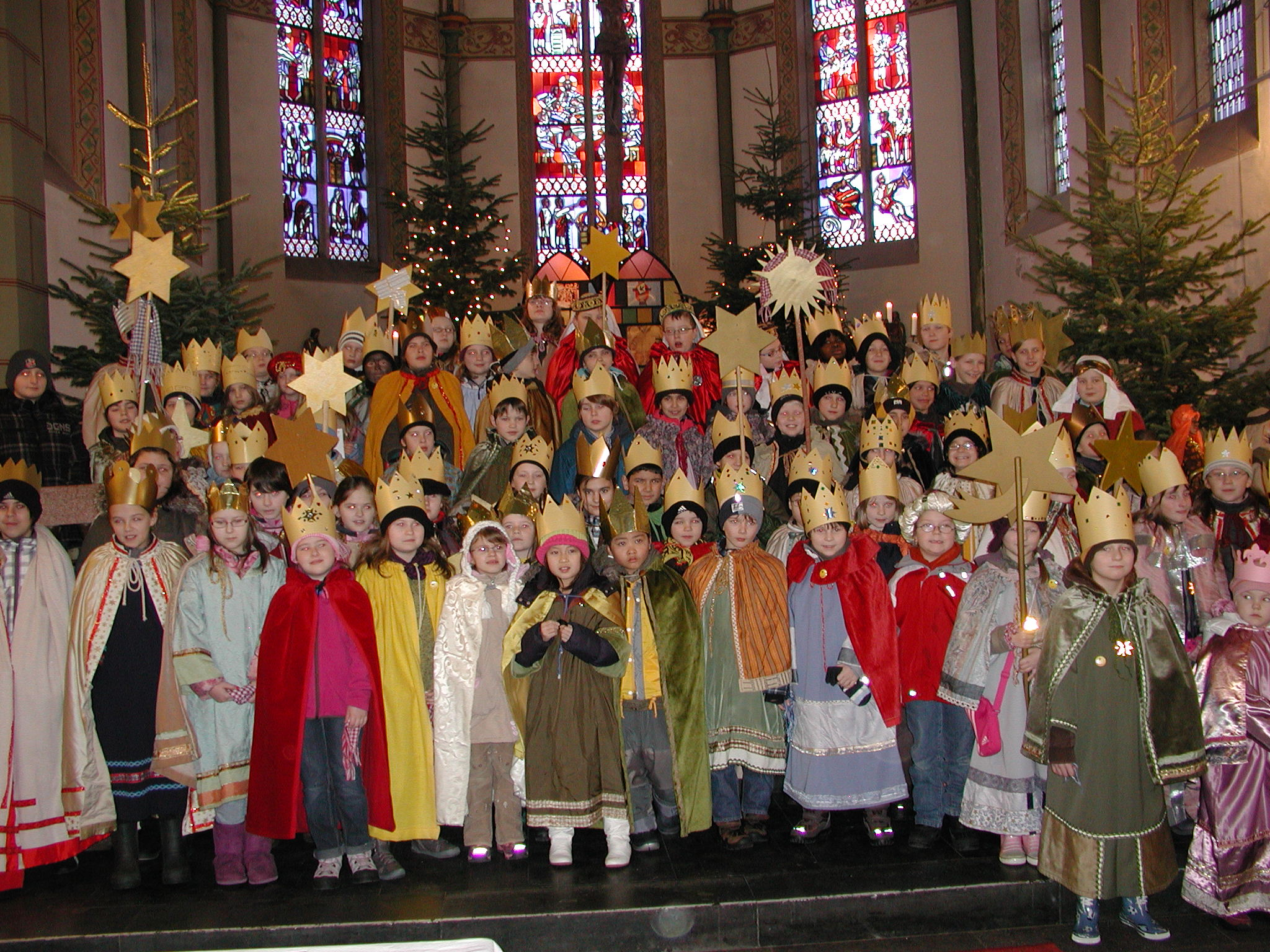
2011: Sternsinger in Lennep (Remscheid) vor der Aussendung

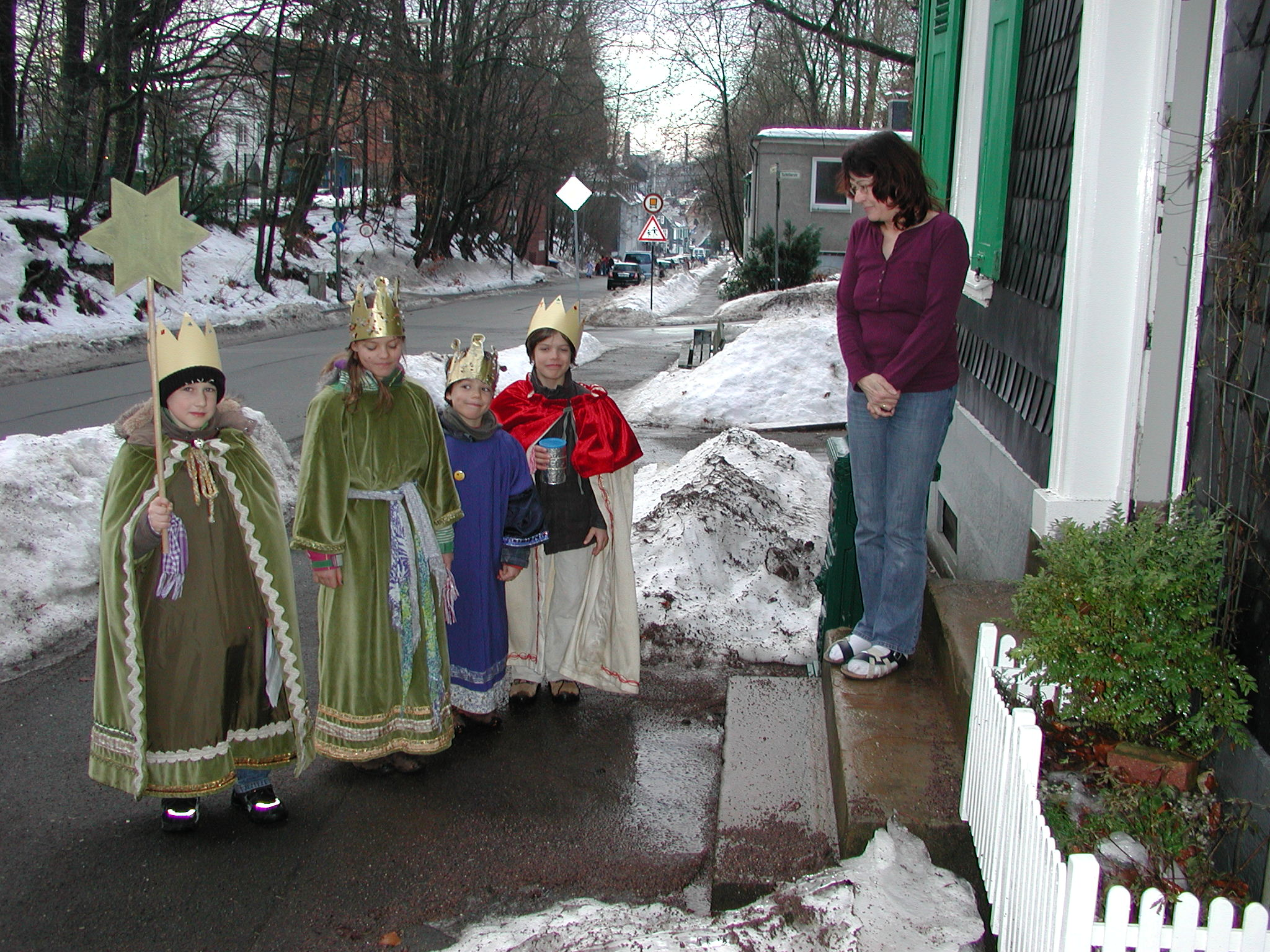
2011: Sternsinger vor der Haustür in Lennep

Die Sternsingeraktion wird in Deutschland auch „Aktion Dreikönigssingen“ genannt und ist weltweit die größte organisierte Hilfsaktion von Kindern für Kinder. Seit 2003 ist „der Gesamtzusammenhang der Aktion Dreikönigssingen (auch die Bezeichnung und das Logo) urheberrechtlich geschützt.“
An der ersten Sternsingeraktion 1959 beteiligten sich Sternsinger in 100 Pfarrgemeinden und sammelten 90.000 Mark (inflationsbereinigt in heutiger Währung: rund 255.000 Euro). Seit 1961 beteiligt sich der Bund der Deutschen Katholischen Jugend (BDKJ) an der Aktion, die seitdem vom Kindermissionswerk „Die Sternsinger“ und vom BDKJ gemeinsam getragen wird. Im Jahr 2005 nahmen 12.743 Gemeinden und Gruppen mit ca. 500.000 Kindern und 80.000 Betreuern an der Aktion teil. Es wurde mit rund 47 Millionen Euro in Deutschland ein neuer Rekord beim Spendenaufkommen erreicht. Durch die bei der Aktion gesammelten Spenden erfolgt eine nachhaltige Förderung von Hilfsprojekten, die bedürftigen Kindern weltweit zugutekommen.
Traditionell werden die Sternsinger auch vom Bundespräsidenten im Schloss Bellevue, vom Bundeskanzler im Bundeskanzleramt, von weiteren Mitgliedern der Bundesregierung in ihren Ministerien, von manchen Regierungschefs der Länder und von Bürgermeistern empfangen. Im Jahr 2004 wurden die Sternsinger mit dem Internationalen Preis des Westfälischen Friedens ausgezeichnet.
2015 wurde das Sternsingen in die Liste des Immateriellen Kulturerbes in Deutschland aufgenommen.

#### Italien
In Südtirol, im Trentino (Welschtirol) und im Friaul wird die Sternsingeraktion von der Katholischen Jungschar Südtirols zusammen mit Missio Bozen-Brixen organisiert. Mit den Spenden werden kirchliche Projekte in Afrika, Asien, Lateinamerika, Osteuropa und Ozeanien unterstützt.

#### Österreich
Der slowenische Salesianerpater Janez Rovan ist einer der „Begründer“ des modernen Sternsingens in Österreich. Auf Anregung des damaligen Pfarrers in Globasnitz im Jauntal (Kärnten) wurde im Jahr 1946 die Idee des Dreikönigssingens zugunsten Bedürftiger ins Leben gerufen. In Wien begründete der Beamte Franz Pollheimer 1946/1947 die Tradition des Sternsingens in der Großstadt, wobei bereits damals bis 1955 für soziale Zwecke, für den Wiederaufbau des Wiener Stephansdoms und für die Mission (MIVA = Missions-Verkehrs-Arbeitsgemeinschaft) gesammelt wurde. Die Präsenz der Wiener Sternsinger in den Medien und in der Öffentlichkeit – um 1951/1952 begleiteten tausende Wiener die Gruppe auf dem Weg zum Stephansdom – und die Zusammenarbeit mit der MIVA und deren Direktor Karl Kumpfmüller (1918–1988) führte schließlich zur Institutionalisierung der Sternsingeraktion durch die Katholische Jungschar Österreich. Im Jahr 1949 begann Franz Sommer mit den Vorbereitungen für das Dreikönigssingen in der Steiermark.
Seit 1954 organisiert die Katholische Jungschar Österreich Sternsingen. Die Dreikönigsaktion, das Hilfswerk der Katholischen Jungschar, verwaltet die gesammelten Spenden und unterstützt damit jährlich rund 500 Projekte in 20 Ländern in Afrika, Asien und Lateinamerika. Die heute rund 85.000 Sternsinger verkündigen die Frohe Botschaft, bringen Segen in die Häuser und sammeln Spenden. Bei der 64. Sternsingeraktion 2018 wurden 17,5 Millionen Euro gesammelt. Diese Spenden kommen mehr als einer Million Menschen in Afrika, Lateinamerika und Asien zugute, seit 1954 wurden für die Sternsinger insgesamt 435 Millionen Euro gespendet. Die Sternsingeraktion der Dreikönigsaktion ist mittlerweile die größte jährlich stattfindende Hilfsaktion in Österreich.
In wenigen Regionen wird das Sternsingen nicht von der Katholischen Jungschar, sondern von Traditionsvereinen organisiert. Im Villgratental sammeln erwachsene Sternsinger von Männergesangsverein und Kirchenchor keine Spenden für wohltätige Zwecke, sondern Lebensmittel und Getränke in einem auf dem Rücken getragenen „Stibich“ (Rückentraggefäß für gedroschenes Korn). Diese werden beim sogenannten „Stibichtreffen“ gemeinsam verzehrt. Beim Heiligenbluter Sternsingen, dessen Wurzeln im 16. Jahrhundert liegen, ziehen in der Nacht vom 5. auf den 6. Januar erwachsene Dorfbewohner in sogenannten „Rotten“ von Haus zu Haus, um in allen Häusern das traditionelle zwölfstrophige Sternsingerlied vorzutragen. Die in der Nacht gesammelten Spenden werden an Bedürftige verteilt. Dieser Brauch und das Sternsingen im Villgratental wurden 2010 in das Verzeichnis des immateriellen Kulturerbes in Österreich aufgenommen.

#### Schweiz
Im Historischen Lexikon der Schweiz schreibt Paul Hugger:

„Am Vorabend von Epiphanie, dem Dreikönigsfest (6.1.), segnete man in bäuerlichen Gegenden die Häuser und kennzeichnete den Türsturz mit den Buchstaben C+M+B (Christus mansionem benedicat), volkstümlich als Anfangsbuchstaben der Drei Könige (Caspar, Melchior, Balthasar) gedeutet (Tradition ab dem 7. Jh.). Über alle Sprachgebiete verbreitet ist das Sternsingen, das seit den 1930er-Jahren vielerorts eine Renaissance erlebt hat. Einen fernen Anklang an das alte Brauchtum bringt der „Bohnenkönig“ (in Frankreich seit dem 10. Jh., in der Schweiz v. a. im Jura), der seit 1953 vom Schweizerischen Bäcker-Konditorenmeister-Verband propagiert wird (Dreikönigskuchen). Der 6.1. ist auch ein Anfangstermin der Fasnacht (Schwyz mit Greiflet und Einschellen).“

Das Sternsingen wurde 1989 in der Schweiz neu belebt und seither von missio durchgeführt. Unterstützt wird dabei der Solidaritätsfonds „Kinder helfen Kindern“ und ein jährlich wechselndes Projekt des Kindermissionswerks.
Im Schweizer Kanton Luzern wurde von den Sternsingern ein großer Stern vorangetragen, der vom „Sterndreher“ getragen wurde. Das von den Sternsingern unter anderem vorgetragene Lied Es ist für uns eine Zeit angekommen wurde deshalb „Sterndreherlied“ genannt.

#### Slowakei
Die größte Sternsingerkampagne in der Slowakei ist Dobrá Novina (Deutsch: „Frohe Nachricht“). Dobrá Novina ist auch eine der größten Wohltätigkeitsaktionen junger Menschen in der Slowakei. Durchgeführt wird Dobrá Novina durch den Jugendverband eRko.

#### Slowenien
In Slowenien führen die Sternsinger nach Neujahr eine Art Krippenspiel auf, bei dem es lustig zugeht. In einer Szene schlafen die Hirten schnarchend auf dem Feld. Mit ohrenbetäubendem Trommelschlag werden sie geweckt. Das Spiel endet mit Musik und Tanz, woran auch das Publikum teilnimmt. Zum Schluss schreibt Balthasar mit Kreide „K + M + B“ und das Jahr über die Tür.

#### Tschechien

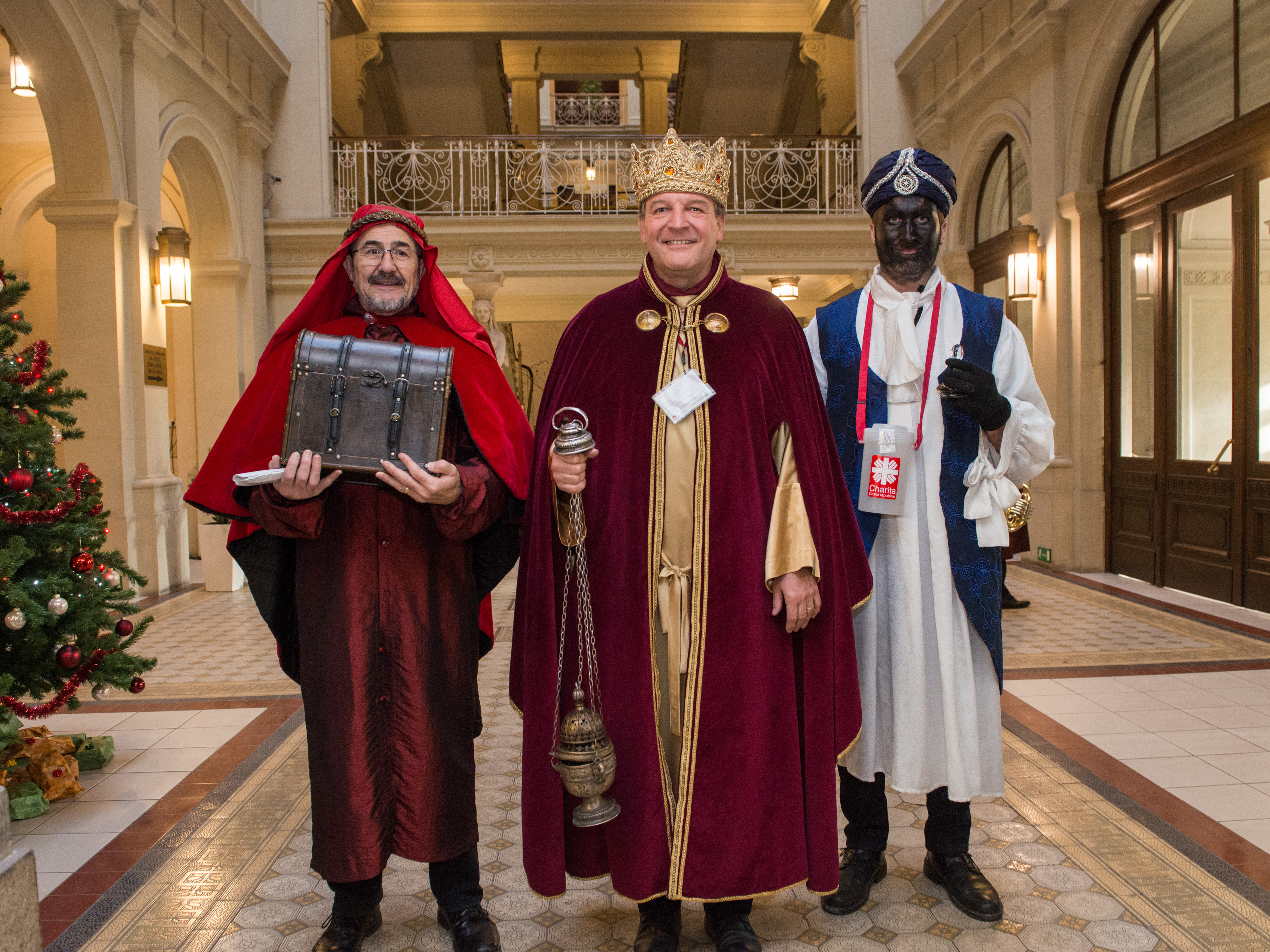
Erwachsene Sternsinger in Südböhmen

In Tschechien führt die dortige Caritas eine „Dreikönigssammlung“ durch, wobei ein Großteil der Erträge für karitative Zwecke in der jeweiligen Region verwendet werden. Bei der Sammlung im Jahr 2018 wurde ein Rekordergebnis von 112 Millionen Kronen (vier Millionen Euro) erzielt.

### Skandinavien

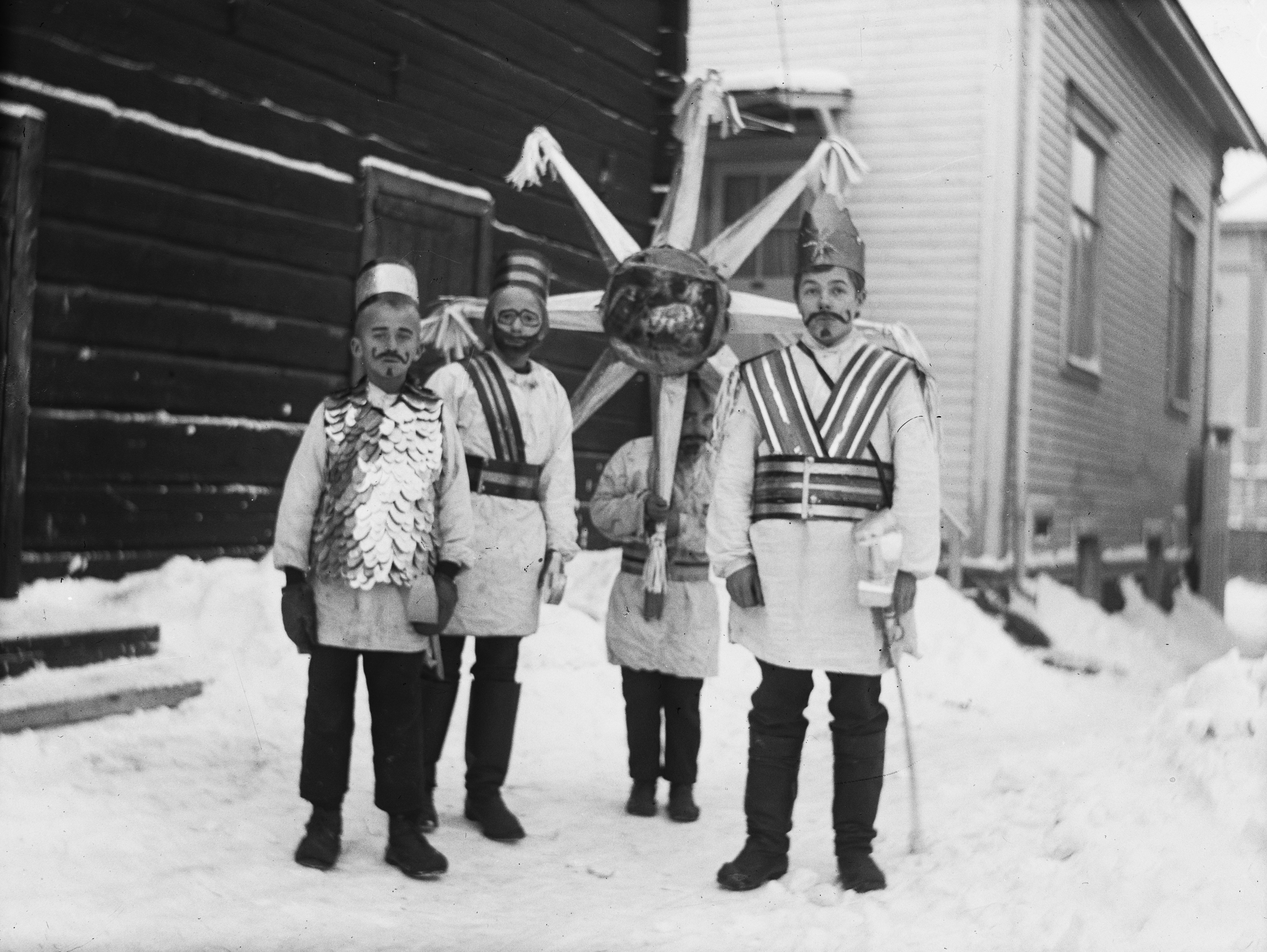
Finnische Sternsinger (1919)

In Skandinavien findet das Sternsingen heute in verschiedenen Formen statt:
- In Norwegen (stjernespill) als Singspiel in Kindergärten, Schulen und Kirchen, wobei meist kein Geld gesammelt wird.
- In Schweden und schwedischen Teilen Finnlands (stjärngossar) nehmen Sternsinger heute an Lucia-Prozessionen am 13. Dezember teil. Dies gibt auch Knaben die Möglichkeit, daran mitzuwirken.
- In Finnland (tiernapojat) gibt es drei Kinder, die Kaspar, Melchior und Balthasar verkörpern, und als vierte Figur Herodes. Es kommt zu einem gespielten Kampf mit Schwertern.

### Großbritannien
Im Vereinigten Königreich gibt es neben den Star singers auch den Brauch der sogenannten Star boys’ singing procession. Diese trägt keinen Stern vor sich her, sondern Laternen mit einer Kerze und geht nicht in Privathäuser, sondern in die Pubs, wo die Sänger als Dank Freibier erhalten.

### Spanien und Mexiko

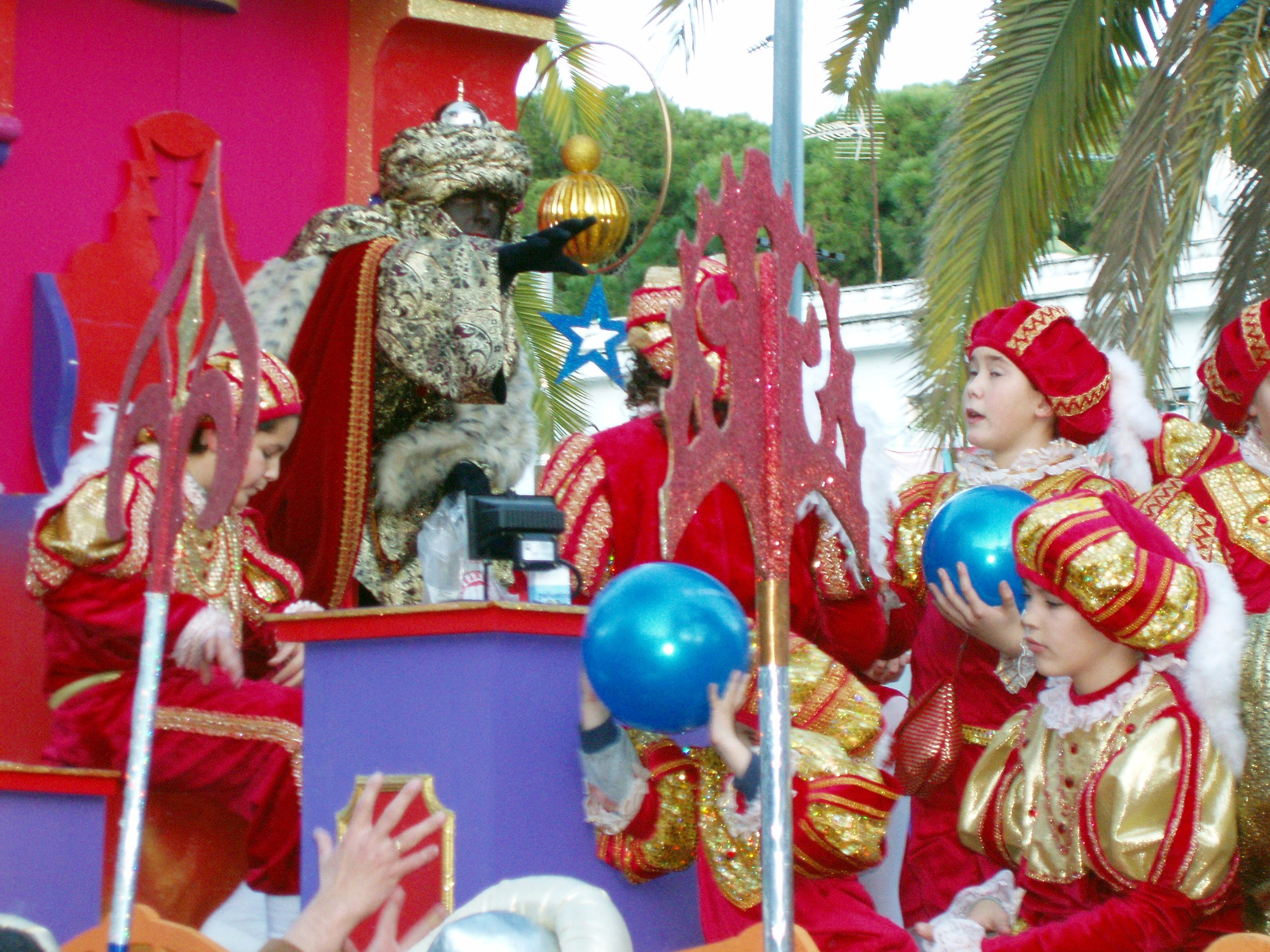
Cabalgata in El Puerto de Santa María

In Spanien und in Teilen von Mexiko findet traditionell am Abend des 5. Januar das Cabalgata de Reyes Magos statt. Die heiligen drei Könige fahren mit prächtigen Wagen durch die Straßen. Ihre Diener werfen Kindern Bonbons zu. Vor dem Zubettgehen putzen die Kinder ihre Schuhe. Am Morgen des 6. Januar finden sie darin Geschenke von den heiligen drei Königen – oder Kohle, falls sie im vergangenen Jahr unartig waren. Dieser Brauch ähnelt den mitteleuropäischen Nikolausbräuchen.

## Schminken und Blackfacing-Debatte
In manchen Regionen werden die Sternsinger traditionell in unterschiedlichen Hautfarben geschminkt, um so die im Mittelalter aufgekommene Vorstellung der unterschiedlichen Herkunft der drei Könige zu symbolisieren. Mitunter wird dieser Brauch auch darauf reduziert, einen der Sternsinger schwarz zu schminken. Ob es sich bei dem dunkelhäutigen König um Caspar, Melchior oder Balthasar handelt, wird nicht einheitlich gehandhabt. In den Legenden galt seit dem 9. Jahrhundert zunächst überwiegend Kaspar als „Mohr“, später Melchior, der auch als vornehmster der drei Weisen angesehen wurde.
In den vergangenen Jahren geriet dieser Brauch vermehrt als Blackfacing in die Kritik. Dabei wird darauf Bezug genommen, dass im 18. und 19. Jahrhundert weiße Menschen ihre Gesichter schwarz schminkten, um sich in sogenannten Minstrel Shows über schwarze Menschen lustig zu machen. Mittels Blackfacing würden auch heute noch schwarze Menschen exotisiert und herabgewürdigt.
Theologisch wird im Gegenzug argumentiert, dass für Beda Venerabilis (8. Jh.) die drei Könige die drei damals bekannten Kontinente (Asien, Europa und Afrika) symbolisierten und somit ausgesagt werde, dass Menschen aus allen Kontinenten zu Jesus in der Krippe eingeladen seien. Die christliche Bildsprache und die europäische Kunst begannen im 14. Jahrhundert, einen der Könige dunkelhäutig darzustellen; dies kann, so der Mittelalterhistoriker Michel Pastoureau, als Zeichen der Aufgeschlossenheit für Afrika gedeutet werden und markierte eine neue Einstellung zu Afrika.
Die Trägerorganisationen des Sternsingens in Deutschland, Österreich, Südtirol und der Schweiz empfehlen, die Kinder und Jugendlichen, die beim Sternsingen mitmachen, nicht zu schminken. Das Kindermissionswerk „Die Sternsinger“ für Deutschland ruft auf: „Kommt so, wie ihr seid!“ Missio Schweiz rät den Sternsingern dort vom Schminken ab, wo der Brauch nicht mehr verstanden werde oder den örtlichen Gepflogenheiten nicht mehr entspreche. Die Dreikönigsaktion in Österreich betont, der „Sinn unseres Sternsingens wird von einem Verzicht auf das Schminken in keiner Weise berührt“.
Bereits im Herbst 2021 rief der Bund der Deutschen Katholischen Jugend (BDKJ) im Erzbistum Bamberg sowie im Erzbistum Köln dazu auf, Kinder beim Sternsingen nicht mehr schwarz zu schminken, da schwarze Menschen diese Tradition als rassistisch empfänden und sie kritisieren; auch die vermeintlich gut gemeinte Intention rechtfertige den Rassismus nicht.
Immer wieder sorgen Vorfälle für mediales Aufsehen, bei denen Menschen die Sternsinger wegschicken, weil keines der Kinder mit dunkler Hautfarbe geschminkt ist.

## Sternsingerlieder (Auswahl)
- Alleluja – I trag den Stern der heiligen Drei, Joseph Kronsteiner, Hermann Kronsteiner, J. Gebetsberger.
- Aus den Morgenlanden, Text: Andrea Maria, Melodie: Joseph Kronsteiner.
- Der Melchior, der Kaspar und der Balthasar, Text: Rolf Krenzer, Melodie: Siegfried Fietz.
- Die heil’gen drei König’ mit ihrigem Stern, Text und Melodie: aus Oberbayern überliefert, Anfang des 18. Jahrhunderts.
- Die Legende von den drei weisen Königen, Text: Rolf Krenzer, Melodie: Ludger Stühlmeyer (ZDF-Sternsingeraktion 1999).
- Die Weisen aus dem Morgenland, Text und Melodie: Kurt Rommel.
- Drei Könige aus dem Morgenland, Text: Maria Luise Thurmair, Melodie: Heinrich Rohr.
- Drei Könige führte Gottes Hand, Text: Friedrich Spee, Melodie: Köln 1880.
- Drei Weise aus dem Morgenland, Melodie: Franz Moser, Text: Hans Dieter Mairinger.
- Erfüll mit deinen Gnaden Herr Jesus dieses Haus (Ein Kind ist uns geboren), Leipzig 1884.
- Es ist für uns eine Zeit angekommen, Schweizer Volksweise, Mitte des 19. Jahrhunderts, Text: Maria Wolters (Ergänzung nach volkstümlicher Überlieferung).
- Es kamen drei heilige Weisen, Fränkisches Volkslied.
- Es ziehn aus weiter Ferne drei Könige einher, Volksweise aus dem steirischen Salzkammergut.
- Heller Stern in der dunklen Nacht, Text: Diethard Zils, Melodie: Frankreich 1874 (Il est né le divin enfant).
- Hier kommen die Könige, sie folgen einem Stern, Text: Rolf Krenzer, Melodie Peter Janssens.
- Nun sehet den Stern, den wir bringen, Text: Georg Thurmair, Melodie: Adolf Lohmann.
- Seht den Stern, den wir euch bringen, Text: Peter Gerloff, Melodie: Ludger Stühlmeyer.[41]
- Seht ihr unsern Stern dort stehen, Text: Diethard Zils, Melodie: Frankreich 18. Jahrhundert (Les Anges dans nos campagnes).[42]
- Stern über Bethlehem, Text und Melodie: Alfred Hans Zoller 1964.
- Wir heil’gen drei Könige mit unserm Stern, Volksweise.
- Wir kommen daher aus dem Morgenland, Text: Maria Ferschl, Melodie: Heinrich Rohr.
- Wir sind die drei Könige, Text und Musik: Kurt Mikula.